# 아리카베역
아리카베역(일본어: 有壁駅)은 일본 미야기현 구리하라시에 있는 동일본 여객철도 도호쿠 본선의 역이다. 단선 승강장 2면 2선의 구조를 지닌 지상역이다.

## 타는 곳
| 1 | ■ 도호쿠 본선 | (상행) | 고고타 · 센다이 방면 |  |
| 3 | ■ 도호쿠 본선 | (하행) | 이치노세키 방면      |  |

## 역 주변
- 도호쿠 신칸센 제 1 · 제 2 아리카베 터널
- 구리하라 시청 하기노 지소

## 역사
- 1924년 10월 16일 : 개업.
- 1983년 2월 1일 : 무인화.
- 1987년 4월 1일 : 민영화에 의해, 동일본 여객철도로 이관.

## 인접 정차역
| 도호쿠 본선            | 도호쿠 본선   | 도호쿠 본선              |
| ---------------------- | ------------- | ------------------------ |
| 시미즈하라 센다이 방면 | ■ 도호쿠 본선 | 이치노세키 모리오카 방면 |